# Manglar d'Àfrica austral
El manglar d'Àfrica austral és una ecoregió de la zona afrotròpica, definida per WWF, que s'estén per la costa est de Sud-àfrica i Moçambic.

## Descripció
És una ecoregió de manglar que ocupa 1.000 quilòmetres quadrats en diversos enclavaments al llarg de la costa de l'oceà Índic de l'est de Sud-àfrica i el sud de Moçambic. Limita de nord a sud amb la selva mosaic costanera de Maputaland i la selva mosaic costanera de KwaZulu i El Cap.
Es tracta dels únics manglars subtropicals d'Àfrica. Creixen a les desembocadures dels rius a la costa de l'oceà Índic a Sud-àfrica on el mar s'escalfa pel corrent de Moçambic, que en molts casos estan a l'abric de la mar per bancs de sorra. Les àrees més grans són als estuaris del riu Mhlathuze i riu Saint Lucia i es poden trobar manglars fins al sud del riu Nahoon, els manglars més al sud d'Àfrica i, per tant, una ecoregió important.

## Flora
A Sud-àfrica s'hi troben les següents espècies de manglar:
- Avicennia marina
- Bruguiera gymnorrhiza
- Ceriops tagal
- Lumnitzera racemosa
- Rhizophora mucronata
- Xylocarpus granatum

## Fauna
Els manglars són un important hàbitat per a la vida marina, les aus i animals com les tortugues i cocodrils. La fauna marina inclou crancs violinistes, cranc de fang (Scylla serrata), Oxudercinae (Periophthalmus kalolo) i moltes espècies de cargols de mar i llimacs de mar. Entre les espècies residents d'aus en perill d'extinció, incloent l'Alció de manglar. Els manglars també són visitats per un gran nombre d'espècies d'aus migratòries. Els peixos també l'utilitzen per aparellar-se.

## Amenaces i conservació
Moltes zones de manglars al sud d'Àfrica han estat talades per obtenir fusta, pel desenvolupament urbà i industrial, incloent instal·lacions turístiques. Un major dany als hàbitats és causat per la contaminació dels rius, mentre que la tala de boscos a l'interior fa que els rius arrosseguin grans quantitats de sòls i bloquegin rius i estuaris. Les àrees protegides són Reserva Natural dels Manglars Beachwood prop Durban i Parc dels aiguamolls del iSimangaliso (abans parc dels aiguamolls de Saint Lucia).